# Eucalyptus regnans
Eucalyptus regnans (F.Muell., 1870), comunemente noto come eucalipto australiano, è un albero appartenente alla famiglia delle Myrtaceae, nativo dell'Australia sudorientale (Tasmania e Victoria).
È noto per superare altezze di 90 m e viene quindi considerato la pianta a fiore (Angiosperma) più alta del mondo. Storicamente a questa specie apparterrebbe anche l'albero più alto in assoluto, ma oggi questo primato spetta a una Gimnosperma, un esemplare di Sequoia sempervirens della California chiamato Hyperion.

## Descrizione
È un albero sempreverde che cresce fino a 70–90 m con un tronco diritto, e una corteccia liscia che nella parte vicina alle radici è solitamente più ruvida. Le foglie sono lanceolate, lunghe da 9 a 14 cm e larghe da 1,5 a 2,5 cm, con un lungo apice acuminato e un bordo liscio, di colore da verde a glauco con un picciolo rosso. La pianta produce piccoli grappoli ascellari di 9-15 fiori ciascuno, di circa 1 cm di diametro con un anello di numerosi stami bianchi. Il frutto è una capsula a forma di pera, lunga da 5 a 9 mm e larga da 7 a 4 mm.

## Distribuzione e habitat
L'albero preferisce le aree montane (fino a 1000 m), e cresce bene su suoli freschi e profondi, con precipitazioni abbondanti di oltre 1200 mm l'anno. Nelle condizioni ottimali, l'albero cresce molto velocemente, più di un metro all'anno e può quindi raggiungere 65 m in 50 anni. Al contrario di altri eucalipti, gli incendi possono essergli fatali e quindi si rigenera perlopiù da seme.

## Primati
Eucalyptus regnans è l'albero delle angiosperme più alto al mondo. L'esemplare vivente con la maggiore altezza si chiama Centurion ed è stato scoperto in ottobre del 2008 nella Tahune Forest Reserve della Tasmania, circa 80 km a sudovest di Hobart. È alto 99,6 metri ed ha un diametro alla base di 4,05 metri.
Precedentemente il record apparteneva a Icarus dream ("il sogno d'Icaro"), scoperto nel gennaio del 2005 sempre in Tasmania, con un'altezza ufficiale di 97 metri; nel 1962 la sua altezza è stata misurata a 98,8 m, ma questa documentazione è andata persa. Si ritiene che, in Tasmania, almeno 10 (forse 15) esemplari superino i 90 m.
Storicamente si dice che l'esemplare più alto sia stato il Ferguson tree, che avrebbe raggiunto i 132,6 m e si sarebbe trovato nello Stato di Victoria (nella regione del fiume Watts) tra il 1871 e il 1872. Questo primato è ritenuto privo di affidabilità. Tuttavia, esistono prove attendibili che sia esistito un esemplare di Eucalyptus regnans alto 112,8 m, misurato con un teodolite nel 1880 da George Cornthwaite a Thorpedale, nello Stato di Victoria e perciò chiamato Cornthwaite Tree o Thorpedale tree. L'albero era circa 1 m più basso dell'albero più alto attualmente esistente, una sequoia della California (Sequoia sempervirens) alta 115,55 m.